# Summer Rental
Summer Rental es una película cómica de 1985 dirigida por Carl Reiner y protagonizada por John Candy.

## Sinopsis
El controlador de tráfico aéreo Jack Chester (Candy) tiene cinco semanas libres pagadas como una alternativa a ser despedido después de casi causar una colisión en el aire. Utiliza este tiempo libre para llevar a su esposa Sandy y a sus hijos Jennifer, Bobby y Laurie de vacaciones de verano desde el área de Atlanta a la ciudad turística de Citrus Cove, Florida, donde se ven acosados por una interminable avalancha de problemas.

## Recepción
La película recibió críticas muy negativas tanto de los críticos como de la audiencia y solamente tiene una aprobación del 13% en Rotten Tomatoes.

## Reparto
| Actor                 | Personaje        |
| --------------------- | ---------------- |
| John Candy            | Jack Chester     |
| Karen Austin          | Sandy Chester    |
| Kerri Green           | Jennifer Chester |
| Joey Lawrence         | Bobby Chester    |
| Aubrey Jene           | Laurie Chester   |
| Rip Torn              | Richard Scully   |
| Richard Crenna        | Al Pellet        |
| John Larroquette      | Don Moore        |
| Richard Herd          | Angus MacLachlan |
| Lois Hamilton         | Vicki Sanders    |
| Carmine Caridi        | Ed Sanders       |
| Francis X. McCarthy   | Hal              |
| Bob Wells             | Stan Greene      |
| Dick Anthony Williams | Dan Gardner      |
| Reni Santoni          | el anunciante    |